# Maribo domkyrka

Maribo domkyrka är en domkyrka i staden Maribo på ön Lolland i Danmark. Denna kyrka är stiftskyrka i Lolland-Falsters stift.
Kyrkan är en bevarad del av ett år 1416 uppfört birgittinkloster, Maribo kloster. 1621 lades klostret ned och kyrkan blev sockenkyrka för traktens befolkning. Den blev domkyrka när Lolland-Falsters stift upprättades år 1803.

## Galleri

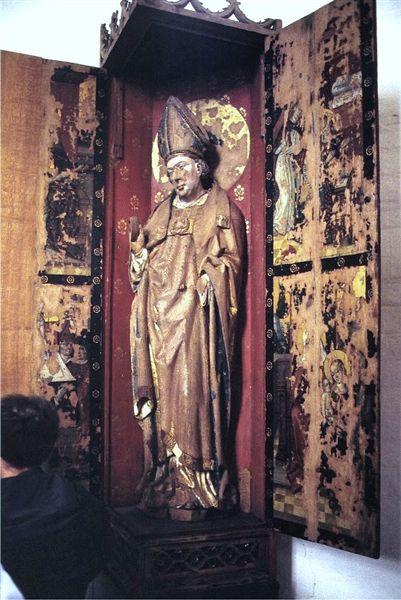
Altarskåp från ca. 1480.
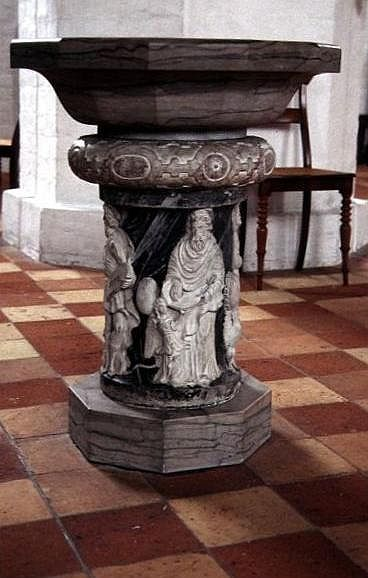
Dopfunten.
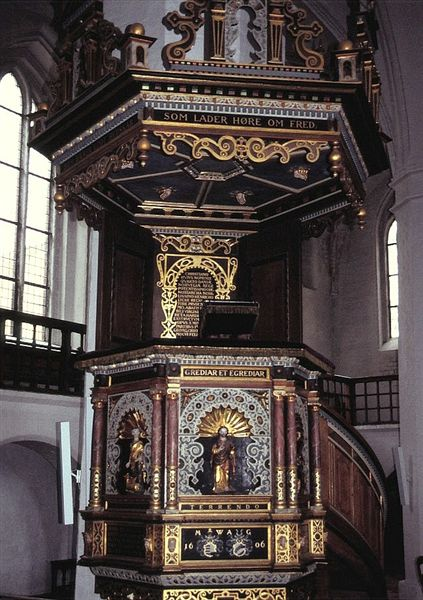
Prediksstolen.
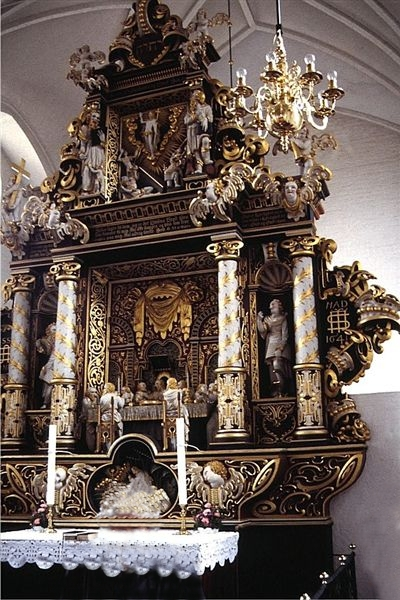
Altartavla av Henrik Werner.